# Serie A 1982-1983 (pallamano maschile)
La Serie A 1982-1983 è stata la 14ª edizione del torneo di primo livello del campionato italiano di pallamano maschile.

Esso venne organizzato dalla Federazione Italiana Giuoco Handball.

Il torneo fu vinto dalla Pallamano Trieste per la 6ª volta nella sua storia.

A retrocedere in serie B furono la Pallamano Follonica, la Pallamano Reggio Emilia e l'Handball Club Neapolis.

## Formula
Rispetto alla stagione precedente venne rivista completamente la formula del campionato; infatti per la prima volta furono disputati, dopo la stagione regolare tra le dodici squadre partecipanti, i play off scudetto.

I 12 club furono ripartiti in base al loro piazzamento come segue:
- dal 1º al 4º posto: play off scudetto disputati tramite un girone unico all'italiana con partite di andata e ritorno che assegnò il titolo di campione d'Italia;
- dal 5º all'8º posto: play off IHF Cup disputati tramite un girone unico all'italiana con partite di andata e ritorno che assegnò la qualificazione alla IHF Cup 1983-1984;
- dal 9º e 12º posto: play out salvezza disputati tramite un girone unico all'italiana con partite di andata e ritorno; al termine le ultime tre squadre classificate furono retrocesse in serie B.

## Squadre partecipanti
| Città                | Club                          | Palasport | Sponsor          | Stagione precedente     |
| -------------------- | ----------------------------- | --------- | ---------------- | ----------------------- |
| Bologna              | Handball Club Bologna 1969    |           | Jomsa            | 8ª in Serie A 1981-1982 |
| Bressanone (BZ)      | Südtiroler Sportverein Brixen |           | Birra Forst      | 5ª in Serie A 1981-1982 |
| Cassano Magnago (VA) | Cassano Magnago H.C.          |           | Acciaierie Tacca | 2ª in Serie A 1981-1982 |
| Follonica (GR)       | Pallamano Follonica           |           | Olivieri         | Serie B 1981-1982       |
| Gaeta (LT)           | Sporting Club Gaeta           |           | Acqua Fabia      | 7ª in Serie A 1981-1982 |
| Napoli               | Handball Club Neapolis        |           |                  | Serie B 1981-1982       |
| Reggio nell'Emilia   | Pallamano Reggio Emilia       |           | Copref           | Serie B 1981-1982       |
| Rimini               | Pallamano Rimini              |           | Fabbri           | 3ª in Serie A 1981-1982 |
| Rovereto (TN)        | Handball Club Rovereto        |           |                  | 6ª in Serie A 1981-1982 |
| Scafati (SA)         | Handball Scafati              |           |                  | Serie B 1981-1982       |
| Teramo               | Teramo Handball               |           | Wampum           | 4ª in Serie A 1981-1982 |
| Trieste              | Pallamano Trieste             |           | Cividin          | Campione d'Italia       |

## Classifica stagione regolare
|  | Pos. | Squadra          | Pt | G  | V  | N | S  | GF  | GS  | D    | Note                             |
|  | ---- | ---------------- | -- | -- | -- | - | -- | --- | --- | ---- | -------------------------------- |
|  | 1.   | Trieste          | 39 | 22 | 19 | 1 | 2  | 556 | 375 | +181 | Qualificato ai play off scudetto |
|  | 2.   | Teramo           | 29 | 22 | 13 | 3 | 6  | 660 | 583 | +77  | Qualificato ai play off scudetto |
|  | 3.   | Brixen           | 29 | 22 | 13 | 3 | 6  | 530 | 441 | +89  | Qualificato ai play off scudetto |
|  | 4.   | Scafati          | 27 | 22 | 13 | 1 | 8  | 581 | 502 | +79  | Qualificato ai play off scudetto |
|  | 5.   | Cassano Magnago  | 27 | 22 | 13 | 1 | 8  | 590 | 532 | +58  | Qualificato ai play off IHF Cup  |
|  | 6.   | Gaeta            | 25 | 22 | 12 | 1 | 9  | 482 | 463 | +19  | Qualificato ai play off IHF Cup  |
|  | 7.   | Rovereto         | 22 | 22 | 10 | 2 | 10 | 441 | 422 | +19  | Qualificato ai play off IHF Cup  |
|  | 8.   | Pallamano Rimini | 21 | 22 | 9  | 3 | 10 | 530 | 542 | -12  | Qualificato ai play off IHF Cup  |
|  | 9.   | Bologna 1969     | 18 | 22 | 8  | 2 | 12 | 547 | 538 | +9   | Relegato ai play out salvezza    |
|  | 10.  | Follonica        | 14 | 22 | 5  | 4 | 13 | 547 | 635 | -88  | Relegato ai play out salvezza    |
|  | 11.  | Reggio Emilia    | 13 | 22 | 5  | 3 | 14 | 508 | 552 | -44  | Relegato ai play out salvezza    |
|  | 12.  | Neapolis         | 0  | 22 | 0  | 0 | 22 | 337 | 721 | -384 | Relegato ai play out salvezza    |

## Play off scudetto
|  | Pos. | Squadra | Pt | G | V | N | S | GF  | GS  | D   | Note                                        |
|  | ---- | ------- | -- | - | - | - | - | --- | --- | --- | ------------------------------------------- |
|  | 1.   | Trieste | 14 | 6 | 5 | 0 | 1 | 159 | 127 | +32 | Qualificato alla Coppa dei Campioni 1983-84 |
|  | 2.   | Teramo  | 9  | 6 | 3 | 0 | 3 | 183 | 182 | +1  | Qualificato alla Coppa delle Coppe 1983-84  |
|  | 3.   | Brixen  | 6  | 6 | 2 | 0 | 4 | 136 | 158 | -22 |                                             |
|  | 4.   | Scafati | 5  | 6 | 2 | 0 | 4 | 163 | 183 | -20 |                                             |

## Play off IHF Cup
|  | Pos. | Squadra          | Pt | G | V | N | S | GF  | GS  | D   | Note                             |
|  | ---- | ---------------- | -- | - | - | - | - | --- | --- | --- | -------------------------------- |
|  | 1.   | Rovereto         | 12 | 6 | 4 | 0 | 2 | 203 | 171 | +32 | Qualificato alla IHF Cup 1983-84 |
|  | 2.   | Cassano Magnago  | 10 | 6 | 4 | 0 | 2 | 156 | 152 | +4  |                                  |
|  | 3.   | Gaeta            | 9  | 6 | 3 | 0 | 3 | 133 | 132 | +1  |                                  |
|  | 4.   | Pallamano Rimini | 3  | 6 | 1 | 0 | 5 | 143 | 170 | -27 |                                  |

## Play-out
|  | Pos. | Squadra       | Pt | G | V | N | S | GF  | GS  | D   | Note                          |
|  | ---- | ------------- | -- | - | - | - | - | --- | --- | --- | ----------------------------- |
|  | 1.   | Bologna 1969  | 12 | 6 | 5 | 0 | 1 | 232 | 175 | +57 |                               |
|  | 2.   | Follonica     | 9  | 6 | 4 | 0 | 2 | 234 | 216 | +18 | Retrocesso in Serie B 1983-84 |
|  | 3.   | Reggio Emilia | 6  | 6 | 2 | 0 | 4 | 213 | 191 | +22 | Retrocesso in Serie B 1983-84 |
|  | 4.   | Neapolis      | 1  | 6 | 0 | 0 | 6 | 170 | 260 | -90 | Retrocesso in Serie B 1983-84 |

## Campioni
| Campione d'Italia 1982-1983 |
| --------------------------- |
| Pallamano Trieste 6º titolo |